# Габриел Пети
Габриел Пети (на френски: Gabrielle Petit) е белгийска разузнавачка.

## Биография
Тя е родена на 20 февруари 1893 година в Турне, провинция Ено, в работническо семейство. В началото на Първата световна война работи като продавачка в Брюксел, когато през 1914 година градът е окупиран от Германия. Малко по-късно тя помага на годеника си да премине нелегално границата с Нидерландия. Малко след това с нея се свързва британското разузнаване и през следващите месеци тя изпълнява различни разузнавателни задачи. През февруари 1916 година е заловена и осъдена на смърт за шпионаж от германски военен съд.
Габриел Пети е разстреляна на 1 април 1916 година в Схарбек. След края на войната дейността и получава по-широка известност. През 1919 година е организирано държавно погребение на Пети и няколко други белгийски разузнавачи.